# Північноамериканська футбольна ліга
Північноамериканська футбольна ліга (англ. North American Soccer League, NASL) — колишня професіональна футбольна ліга, що існувала у 2011—2017 роках і була визнана Федерацією футболу США як дивізіон другого рівня змагань з футболу (нижче Major League Soccer і нарівні з United Soccer League).
Протягом 1968—1984 років існувала ліга з такою ж назвою Північноамериканська футбольна ліга, проте вона ніяк не пов'язана з предметом статті. Сучасна NASL була заснована в 2009 році. З 2011 року ліга проводить окремий чемпіонат (у 2010 році було проведено один спільний чемпіонат з участю шести команд від обох ліг — NASL і USL). У останньому сезоні 2017 рок учасниками Північноамериканської футбольної ліги були 8 команд (6 представляли США, по одній — Канаду і Пуерто-Рико). По його завершенні Федерація футболу США позбавила лігу статусу професіональної і формально другого дивізіону країни через невідповідність критеріїв.
Починаючи з 2013 року у чемпіонаті NASL використовувалась система «розділеного сезону». Чемпіонське звання розігрували між собою чемпіони весняної та осінньої частин разом з двома командами, що показали найкращий результат в загальному заліку обох частин. Ця стадія відбувалась за олімпійською системою з одного матчу. Переможець фінального матчу отримував нагороду за назвою Сокер Боул (англ. Soccer Bowl). У лізі не застосовувався принцип підвищення-пониження в класі.

## Загальний огляд
Команди-учасники ліги були її власниками. Управління лігою здійснювалась через Раду директорів, до складу якої входили представники від кожної команди. Головний офіс ліги був розміщений у Нью-Йорку.
NASL офіційно ніяк не була пов'язана з колишньою Північноамериканською футбольною лігою, що діяла з 1968 по 1984 рік. Проте, декілька команд нової NASL розташовувались у тих самих містах, де колись були команди NASL, мали такі ж назви та схожу символіку, наприклад «Форт-Лодердейл Страйкерз», «Тампа-Бей Раудіз» і «Нью-Йорк Космос».

## Формат змагань
NASL почала грати за системою «розділеного сезону» з 2013 року. Подібна система запроваджена у чемпіонаті Мексики та чемпіонатах інших країн Центральної та Південної Америки. Під час весняної та осінньої частини проводиться турнір, у якому кожна команда проводить 16 матчів (двічі одна з одною «вдома–на виїзді» плюс два додаткових матчі). Переможці весняного і осіннього турніру виходять до півфіналу вирішального стадії, яка має назву The Championship. Іншими двома фіналістами стають дві команди, що мають найкращий результат з-поміж решти у зведеній таблиці весняного і осіннього турнірів. Весняна стадія триває з квітня до середини липня, а через два тижні починається осіння стадія, що завершується наприкінці жовтня.
До запровадження такої системи чемпіонат NASL проводився у форматі 28 турів (команди проводили між собою по 4 матчі). У плей-оф виходили шість команд. Дві перші виходили у півфінал одразу, а чотири наступні команди розігрували між собою ще два місця у півфіналі.
Як і багато північноамериканських спортивних ліг, NASL не мало схеми підвищення-пониження в класі. Чемпіон 2-го Дивізіону, яким є NASL, не підвищувався до вищого дивізіону — MLS. Так само, команда, що зайняла останнє місце, не переходила у 3-й дивізіон. Хоча за певних умов успішні команди 2-го дивізіону, які відповідають критеріям відбору (у першу чергу, фінансовим) можуть отримати право стати учасником MLS як команда розширення. Так, наприклад, було з «Монреаль Імпакт» і «Міннесота Юнайтед». При цьому, формально команда розформовується і створюється новий клуб-член MLS. Оновлюється тренерський штаб та склад гравців (напр., «Монреаль Імпакт» після переходу у МЛС підписав контракт лише з 4 своїми гравцями, що грали у NASL).

### Інші змагання
Команди NASL, що базуються у США, також брали участь у розіграші Відкритого Кубка США з футболу. Канадські команди змагались у чемпіонаті Канади, де розігрувалось звання Чемпіона Канади і місце від Канадської федерації у Лізі чемпіонів КОНКАКАФ.

## Історія
NASL було засновано у 2009 році після того, як сім клубів першого дивізіону United Soccer League вийшли з ліги через розбіжності щодо структури управління та моделі власності. Згодом кількість команд, які завили про бажання грати в новій лізі, зросла до дев'яти.
23 листопада 2009 року було оголошено про заснування Північноамериканської футбольної ліги. USL у своїх прес-релізах заявляла про сумнівну законність створення нової ліги і про можливі судові позови про захист своїх інтересів та інтересів команд, що залишилися в USL. Першим для NASL мав стати сезон 2010 року. Проте Федерація футболу ухвалила рішення не давати права жодній лізі провести самостійний чемпіонат у ролі 2-го дивізіону США. Натомість Федерація примусила обидві ліги зіграти спільний чемпіонат, в якому взяло участь 12 команд.
По завершенні сезону 2010 року NASL докладала зусиль, щоб відповідати вимогам для того, щоб мати статус 2-го дивізіону. Федерація футболу США спочатку надала дозвіл NASL проводити чемпіонат у 2011 році, проте вже в січні 2011 цей дозвіл було скасовано, через те, що дві групи власників NASL мали серйозні фінансові проблеми. В лютому 2011 року дозвіл зрештою було надано.
В квітні 2011 стартував перший сезон Північноамериканської ліги, в якому взяли участь вісім команд. У турнірі весни-2013 брали участь 7 команд і кожна проводила 12 матчів. У турнірі осені-2013 брало участь 8 команд і кожна проводила 14 матчів. У 2014 році брало участь 10 команд, а в 2015 і 2016 роках — одинадцять. В останньому сезоні 2017 року кількість учасників скоротилася знову до 8 команд.
Першим комісаром ліги був Девід Даунз. В листопаді 2012 року його змінив Білл Пітерсон. З січня 2017 року комісаром NASL є Ріші Сехґал.
У вересні 2015 року звинувачувала MLS та Федерацію футболу США у антиконкурентній змові. Причиною було те, що USSF підняла мінімальні критерії для ліги зі статусом 1-го дивізіону (мінімальна кількість команд 12, не менше 75 % команд мають грати у містах з населенням більше 2 мільйонів і мінімальна місткість стадіонів 15000). NASL заявила, що Федерація футболу таким чином захищає інтереси MLS, а ненадання статусу 1 дивізіону Північноамериканській лізі позбавляє команди можливості грати на міжнародному рівні.
У 2017 році лізі відмовили в наданні професіонального статусу і проведення першості в сезоні 2018 було скасовано. Натомість ліга сподівалась повернутися на сезон-2019. Втім у липні 2018 року вона відсунула своє потенційне повернення до сезону 2020 року. У листопаді 2018 року два з чотирьох клубів, що залишились у NASL, оголосили, що в 2019 році перейдуть в нову професіональну лігу і NASL фактично перестане існувати.

## Команди
1. 1 2 3 4 5 6  Багатофункціональна спортивна споруда
2. ↑  бейсбольний стадіон
3. 1 2  футбольний стадіон
4. ↑  Реконструкція бейсбольного стадіону під потреби футбольних матчів

### Команди-засновники
| Сезон      | Клубів |
| ---------- | ------ |
| 2011       | 8      |
| 2012       | 8      |
| Весна 2013 | 7      |
| Осінь 2013 | 8      |
| Весна 2014 | 10     |
| Осінь 2014 | 10     |
| Весна 2015 | 11     |
| Осінь 2015 | 11     |
| Весна 2016 | 11     |
| Осінь 2016 | 12     |
| Весна 2017 | 8      |
| Осінь 2017 | 8      |

Коли у листопаді 2010 року Федерація футболу США схвалила заяву NASL про надання статусу 2-го дивізіону, було підтверджено участь восьми клубів у чемпіонаті 2011 року: «Атланта Сілвербекс», «Кароліна РейлГокс», «Едмонтон», «Форт-Лодердейл Страйкерз» (колишній «Маямі»), «NSC Міннесота Старз», «Монреаль Імпакт», «Пуерто-Рико Айлендерз» і «Тампа-Бей». З-поміж них було лише чотири команди (Форт-Лодердейл, Кароліна, Міннесота і Монреаль) з тих, які у 2009 році грали у USL-1 і ініціювали вихід з неї у листопаді 2009. «Тампа-Бей» була запланованою командою розширення USL в сезоні 2010, але після створення NASL приєдналася до неї. «Атланта» грала в USL ще в сезоні 2008 року. Едмонтон і Пуерто-Рико Айлендерз приєдналися до NASL вже протягом 2010 року.
Водночас з тих команд, які у листопаді 2009 року заявляли про намір грати у новоствореній лізі, п'ять не грали у її першому сезоні. «Кристал Пелес Балтімор» — колишній учасник USL-2, планував вступити до NASL, але в грудні 2010 року заявив про майбутню реструктуризацію. «Рочестер Ріноз» зрештою повернувся до USL. «АК Сент-Луїс» проіснував лише один сезон і був розформований на початку 2011 року. Так само через фінансові проблеми був закритий «Міннесота Тандер». «Ванкувер Вайткепс» протягом 2010 року зумів домовитися з МЛС про вступ до цієї ліги.

### Нові команди
У сезоні 2012 року лігу залишив «Монреаль Імпакт» (приєднався до МЛС), натомість новим учасником став «Сан-Антоніо Скорпіонз». У весняній частині сезону 2013 року в чемпіонаті NASL було лише 7 команд, оскільки через проблеми з фінансуванням знявся «Пуерто-Рико Айлендерз». Восени 2013 року кількість учасників повернулася до 8 — новою командою став «Нью-Йорк Космос». Крім цього, ще дві команди додалися перед початком сезону 2014 року — з Premier Development League перейшов клуб «Оттава Ф'юрі» з новим реконструйованим стадіоном, а клуб «Інді Ілевен» було створено.
NASL планувала подальше розширення. Було заплановано, що у 2015 році в турнірі зіграють 13 команд — про дві нових команди було оголошено ще в липні 2013 року — «Джексонвілл Армада» і «Оклахома Сіті», а оголошення про появу команди «Віргінія Кавелрі» були ще у листопаді 2012 (. Але у 2015 році зіграв тільки «Джексонвілл».
В наступному сезоні клуб з Оклахома-Сіті таки приєднався до ліги під назвою «Райо ОКС», крім того ще одним новим клубом став «Маямі» (одним з його власників став Паоло Мальдіні). Разом з тим ще в грудні 2015 року було оголошено про розформування Сан-Антоніо Скорпіонз (через те, що влада міста викупила стадіон Тойота Філд, на якому буде грати інший клуб з Сан-Антоніо — учасник USL), а в січні 2016 року NASL оголосила про припинення діяльності «Атланта Сілвербекс». Тим не менше в осінній частині сезону 2016 року в NASL була максимальна кількість команд — 12. Після літнього міжсезоння в лізі знову з'явилася команда з Пуерто-Рико, власником якої став відомий баскетболіст з НБА Кармело Ентоні.
Але вже з жовтня 2016 року NASL почала втрачати команди — «Тампа-Бей Раудіз» і «Оттава Ф'юрі» оголосили, що з 2017 року виступатимуть у United Soccer League (яка на той час мала статус 3-го дивізіону у США). Заздалегідь ще з березня 2015 року було відомо, що лігу залишить що клуб «Міннесота Юнайтед» (назва з 2013 року) — з 2017 року стане командою МЛС.
В грудні 2016 року в різних ЗМІ були повідомлення про те, що «Нью-Йорк Космос» припинив існування та розірвав усі контракти з гравцями і персоналом. Повідомлялося також про серйозні фінансові труднощі Джексонвілла і Райо, відсутність власника у Форт-Лодердейла. Мінімальна кількість учасників для статусу 2-го дивізіону — 8, тому схвалення Федерацією футболу США заявки NASL на 2017 рік було під сумнівом.
Зрештою 6 січня 2017 року Північноамериканська футбольна ліга оголосила, що в сезоні 2017 року в чемпіонаті виступатиме 8 команд. У переліку команд були і «Нью-Йорк Космос» і «Джексонвілл Армада», з'явилась нова назва «Сан-Франциско Делтаз», натомість не виявилося ще двох учасників попереднього сезону — «Форт-Лодердейла» і «Райо ОКС», тобто з 12 учасників сезону 2016 року залишилося тільки 7. Того ж дня Федерація футболу оголосила, що статус 2-го дивізіону на 2017 рік отримує і United Soccer League.

## Чемпіони
| Сезон | Чемпіон (Soccer Bowl) | Supporters' Trophy (Регулярний сезон) | Весняний чемпіонат | Осінній чемпіонат     |
| ----- | --------------------- | ------------------------------------- | ------------------ | --------------------- |
| 2011  | НСЦ Міннесота         | Кароліна РейлГокс                     | -                  | -                     |
| 2012  | Тампа-Бей Раудіз      | Сан-Антоніо Скорпіонз                 | -                  | -                     |
| 2013  | Нью-Йорк Космос       | Кароліна РейлГокс                     | Атланта Сілвербекс | Нью-Йорк Космос       |
| 2014  | Сан-Антоніо Скорпіонз | Міннесота Юнайтед                     | Міннесота Юнайтед  | Сан-Антоніо Скорпіонз |
| 2015  | Нью-Йорк Космос       | Нью-Йорк Космос                       | Нью-Йорк Космос    | Оттава Ф'юрі          |
| 2016  | Нью-Йорк Космос       | Нью-Йорк Космос                       | Інді Ілевен        | Нью-Йорк Космос       |
| 2017  | Сан-Франциско Делтаз  | Маямі                                 | Маямі              | Маямі                 |

### Результати серій Championship
| Сезон | Чемпіони              | Рахунок | Фіналіст                 | Місце проведення                              | Глядачів    |
| ----- | --------------------- | ------- | ------------------------ | --------------------------------------------- | ----------- |
| 2011  | НСЦ Міннесота         | 3–1     | Форт-Лодердейл Страйкерз | Національний спортивний центр Локгарт Стедіум | 4,511 6,849 |
| 2012  | Тампа-Бей Раудіз      | 3–3пен. | Міннесота Старз          | National Sports Center Al Lang Stadium        | 4,642 6,208 |
| 2013  | Нью-Йорк Космос       | 1–0     | Атланта Сілвербекс       | Атланта Сілвербекс Парк                       | 7,211       |
| 2014  | Сан-Антоніо Скорпіонз | 2–1     | Форт-Лодердейл Страйкерз | Тойота Філд                                   | 7,847       |
| 2015  | Нью-Йорк Космос       | 3–2     | Оттава Ф'юрі             | Shuart Stadium                                | 10,166      |
| 2016  | Нью-Йорк Космос       | 0–0пен. | Інді Ілевен              | Belson Stadium                                | 2,150       |
| 2017  | Сан-Франциско Делтаз  | 2–0     | Нью-Йорк Космос          | Kezar Stadium                                 | 9,691       |

## Відомі гравці
У різні роки у складах команд NASL грали відомі у Європі гравці, серед яких: Рауль, Маркос Сенна, Хаві Маркес, Хуан Аранго («Нью-Йорк Космос»), Амаурі («Форт-Лодердейл», «Нью-Йорк»), Жозе Клеберсон («Інді Ілевен»), Джо Коул («Тампа-Бей Раудіз»).